# 雷米 (加来海峡省)
雷米（法語：Rémy，法語發音：[ʁemi]）是法国上法兰西大区加来海峡省的一个市镇，属于阿拉斯区。

## 地理
雷米（50°15'13"N, 2°57'21"E）面积3.59 平方千米，位于法国上法蘭西大區加来海峡省，该省份为法国北部沿海省份，西北濒北海，南至索姆省，东临北部省。
与雷米接壤的市镇（或旧市镇、城区）包括：布瓦里圣母村、埃泰尔皮尼、欧库尔、萨伊昂奥斯特雷旺、阿图瓦地区维斯。

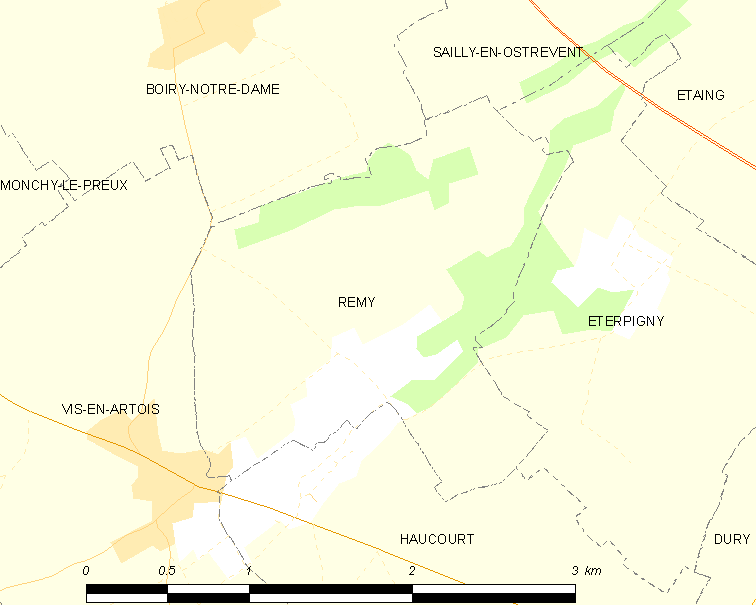
的OSM定位图

雷米的时区为UTC+01:00、UTC+02:00（夏令时）。

## 行政
雷米的邮政编码为62156，INSEE市镇编码为62703。

## 政治
雷米所属的省级选区为布勒比耶尔县。

## 人口

1962-2008年间人口变化图示

雷米于2022年1月1日时的人口数量为386人。